# Itaú Unibanco

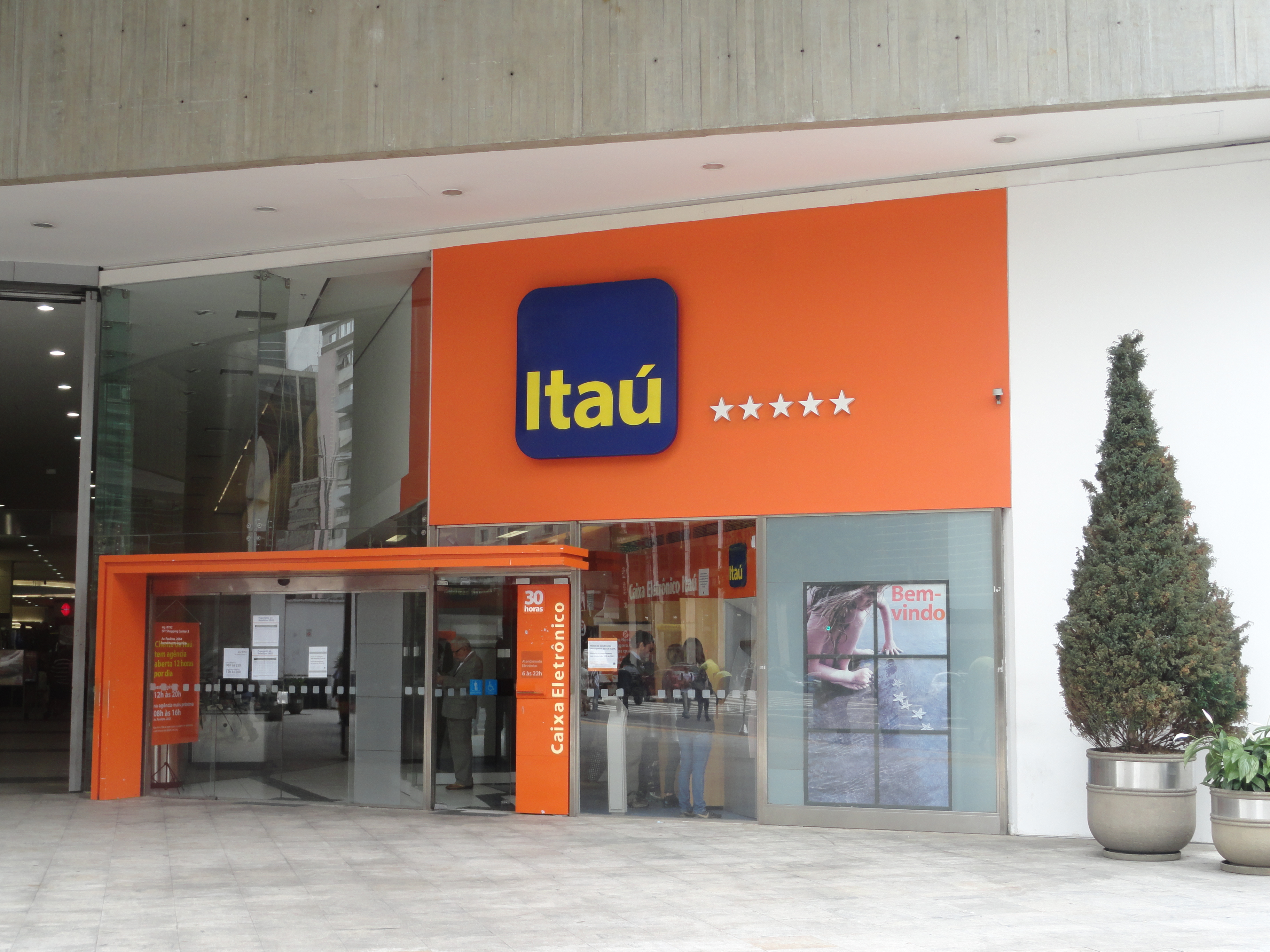
Itaú-Filiale in São Paulo

Itaú Unibanco (Itaú Unibanco Banco Múltiplo S.A.) ist eine brasilianische Holding und Bank mit Firmensitz in São Paulo. Das Unternehmen ist im Finanzindex IBOVESPA an der Börse von São Paulo gelistet. Das Unternehmen entstand 2008 aus einer Fusion der beiden Banken Banco Itaú und Unibanco. Sie hat 57,5 Millionen Kunden und bezeichnet sich als größte Private Bank der südlichen Hemisphäre und steht national vornehmlich mit Banco do Brasil, Caixa Econômica Federal und Banco Bradesco in Konkurrenz. Pedro Moreira Salles ist Präsident des Aufsichtsrates der Itaú Unibanco.

## Geschichte
Die Bank wurde 1924 als Seção Bancária da Casa Moreira Salles von João Moreira Salles in Poços de Caldas, Bundesstaat Minas Gerais gegründet. Im Jahre 1933 stieg sein Sohn Walter Moreira Salles in das Bankmanagement mit ein. Nach einer Fusion mit drei regionalen Banken am 15. Juli 1940 wurde die Bank in Banco Moreira Salles umbenannt.

Logo der Bank Itaú

1945 erfolgte die Umbenennung in Central de Crédito. Die Firma wechselte später zu Banco Federal de Crédito. 1964 fusionierte die Bank mit dem Unternehmen Banco Federal de Crédito zur Banco Itaú. 1966 erwarb das Unternehmen die Banco Sul Americano und 1969 die Banco da América.
Nach einer Fusion mit der Banco Mercantil Agricola im Jahre 1967 wurde sie dann in União de Bancos Brasileiros SA umbenannt.
In den 1970er Jahren fusionierte Banco Itaú mit der Banco Aliança in Rio de Janeiro (1973), mit der Banco Português do Brasil (1974) und der Banco União Comercial (1974).
Im Rahmen der brasilianischen Wirtschaftskrise und der Währungsreform (Plano Real) wurde im Jahre 1995 auch die Banco Nacional übernommen. Damit wurde die Unibanco zur drittgrößten brasilianischen Bank.
Es folgten Übernahmen weiterer Finanzunternehmen:
- 1995: BFP – Banco Francês e Brasileiro von der Crédit Lyonnais
- 1997: Banerj (Rio de Janeiro)
- 1998: BEMGE (Minas Gerais)
- 2000: Banestado (Paraná)
- 2001: BEG (Goiás)

2002 erwarb Banco Itaú die Banco Fiat, zusammen mit den Finanzoperationen von Fiats Autofinanzierung. Im April 2006 erwarb Banco Itaú das Lateinamerika-Geschäft der Bank Boston von der Bank of America, darunter auch deren wichtige Private-Banking-Filialen auf den Bermudas und in Miami, die diese durch den Erwerb der FleetBoston an Banco Itaú weiterveräußerte. Ebenso erwarb Banco Itaú die exklusiven Rechte zum Erwerb der Finanzbereiche der Bank Boston in Chile und Uruguay. Im Gegenzug erhielt die Bank of America einen Anteil an der Banco Itaú von 6 Prozent.
2008 erfolgte die Übernahme der Unibanco durch Itaú. Das Kundengeschäft wird ausschließlich unter der Marke Itaú weitergeführt.

## Familienunternehmen
Die Aktienmehrheit wird von der Familie Moreira Salles gehalten. Der Patriarch der Familie, Walter Moreira Salles, ein bekannter brasilianischer Banker, Wirtschaftsminister und Diplomat in Washington, verstarb am 27. Februar 2001. Sein Sohn Pedro Moreira Salles wurde 2006 Exekutivdirektor und Vizepräsident des Vorstandes. Der ehemalige Finanzminister Pedro Malan ist Aufsichtsratsvorsitzender und der ehemalige Präsident der Zentralbank Arminio Fraga im Aufsichtsrat.

## Produkte
Itaú Unibanco bietet Bankkonten, Internetbanking, Versicherungen, Kredite, Darlehen und ähnliche Finanzdienstleistungen für seine Kunden an. Itaú Unibanco kaufte verschiedene Firmen auf, wie Financeira Fininvest, Hipercard, Luizacred, PontoCred, Banco Dibens und Unicard.